# Superutilitaria
La superutilitaria (o citycar) è una vettura di piccole dimensioni destinata all'uso cittadino, più sofisticata delle microcar.

## Contesto e storia

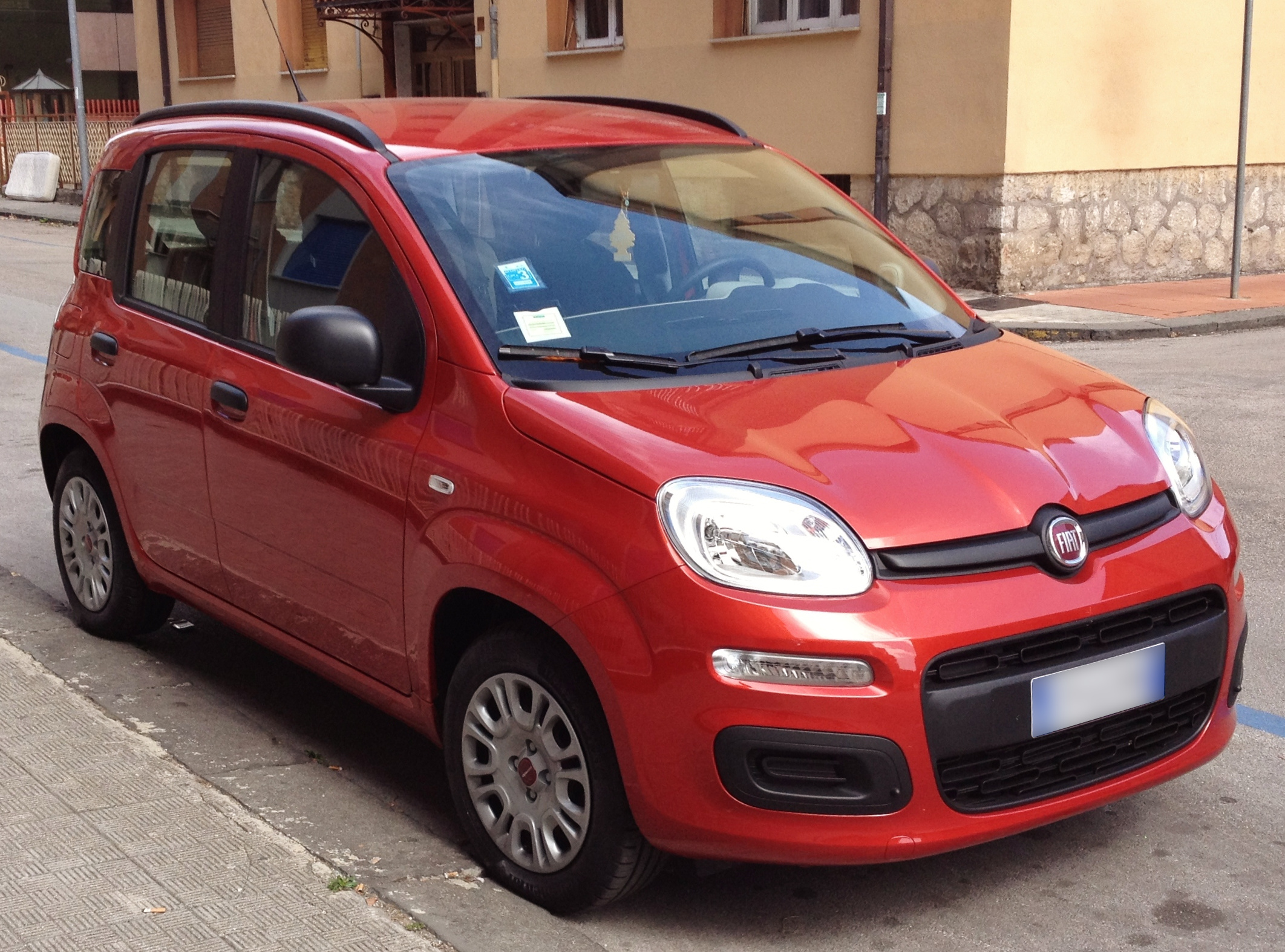
FIAT Panda III serie del 2012, esempio di superutilitaria moderna

Le superutilitarie iniziano a diffondersi globalmente verso gli anni ottanta e novanta fino a essere presenti in quasi tutto il mondo e nei listini di quasi tutte le maggiori case automobilistiche. 
La vettura racchiude concetti strettamente legati alle esigenze delle città, ovvero ridotte dimensioni (generalmente con una lunghezza sotto i 3,7 metri) e praticità, nonché grande manovrabilità e un ridotto diametro di sterzata. 
In Europa le vetture di questo tipo vengono spesso classificate come appartenenti al segmento A, mentre nel mercato nord americano sono quasi del tutto assenti, anche nelle grandi città, salvo alcune vetture come la Fiat 500, Smart Fortwo e Mini.